# Cabo Best
El Cabo Óptimo o Cabo Best (en inglés: Cape Best) es un cabo que marca el lado oeste de la entrada a la Bahía Fortuna, en la costa norte de la isla San Pedro del archipiélago de las islas Georgias del Sur. El nombre se remonta al menos a 1912.
Este accidente geográfico es uno de los puntos que determinan las líneas de base de la República Argentina, a partir de las cuales se miden los espacios marítimos que rodean al archipiélago.